# Begonia longipetiolata
Espèce
Synonymes
- Begonia bipindensis Gilg ex Engl.[2]
- Begonia crassipes Gilg ex Engl.[2]
- Begonia gladiifolia Engl.[2]
- Begonia kribensis Engl.[2]
- Begonia macrura Gilg[2]
- Begonia nicolai-hallei R.Wilczek[2]
- Begonia squamulosa var. bipindensis (Gilg ex Engl.) N.Hallé[2]

Begonia longipetiolata est une espèce de plantes de la famille des Begoniaceae. Ce bégonia rhizomateux originaire de l'Afrique tropicale est une plante épiphyte.

## Description
Cette espèce est une plante vivace, épiphyte, rhizomateuse, à port rampant.
Les feuilles vertes sont ancrées au long du rhizome et évoquent de loin celles du Muguet de mai. Elles sont lancéolées, voire légèrement elliptiques, à peine asymétriques, avec un pétiole vert à rouge foncé qui peut faire jusqu'à 29 cm de long.
La plante est monoïque comme la plupart des bégonias, avec des inflorescences unisexuées, c'est-à-dire dont les fleurs ne portent pas à la fois les étamine et le pistil, mais sur des fleurs différentes. Elle produit surtout des fleurs mâles, à courtes étamines jaunes, avec quatre tépales généralement blanc devenant rosé à rouge vers le centre. On en compte jusqu'à 70 fois plus que de fleurs femelles.
Elle est souvent confondue avec Begonia squamulosa dont elle diffère seulement par la forme du pétiole dont la section est plus aplatie et le port tombant des fleurs mâles en bouton, qui sont également plus aplaties à ce stade.

## Répartition géographique
Cette espèce est originaire du pays suivant : Cameroun, Guinée équatoriale, Gabon, Zaïre et Nigéria.

## Classification
Begonia longipetiolata fait partie de la section Tetraphila du genre Begonia, famille des Begoniaceae.
L'espèce a été décrite en 1904 par le botaniste allemand Ernest Friedrich Gilg (1867-1933). L'épithète spécifique longipetiolata signifie « à long pétiole ».
Publication originale : Botanische Jahrbücher für Systematik, Pflanzengeschichte und Pflanzengeographie, volume 34, page 92, 1904.

## Horticulture
La pante a été introduite au début des années 1980 par des botanistes, d'abord aux Pays-Bas, puis diffusée dans les collections d'autres jardins botaniques. Cette modeste plante tropicale est rarement cultivée par les particuliers.
Elle nécessite autour de 60% d'humidité et un air renouvelé. Cette épiphyte préfère pousser en suspension, en pot ou dans une écorce de liège contenant un sol mélangé fibreux.